# Peruaanse pelikaan
De Peruaanse pelikaan (Pelecanus thagus), of ook wel chilipelikaan of humboldtpelikaan, is een vogel uit de familie Pelicanidae (Pelikanen). Vroeger werd deze soort gezien als een ondersoort van de bruine pelikaan. De Peruaanse pelikaan is echter van groter formaat dan de bruine pelikaan. Deze pelikaan is 137-152 cm lang en weegt ongeveer 5-7 kilogram. De spanwijdte van deze vogel bedraagt 228 cm.

## Verspreiding en leefgebied
Deze soort komt voor aan de kusten van zuidelijk Ecuador tot zuidelijk Chili.

## Status
De grootte van de populatie wordt geschat tussen de 100 duizend en een miljoen vogels. Op de Rode lijst van de IUCN heeft deze soort de status niet bedreigd.

## Externe link

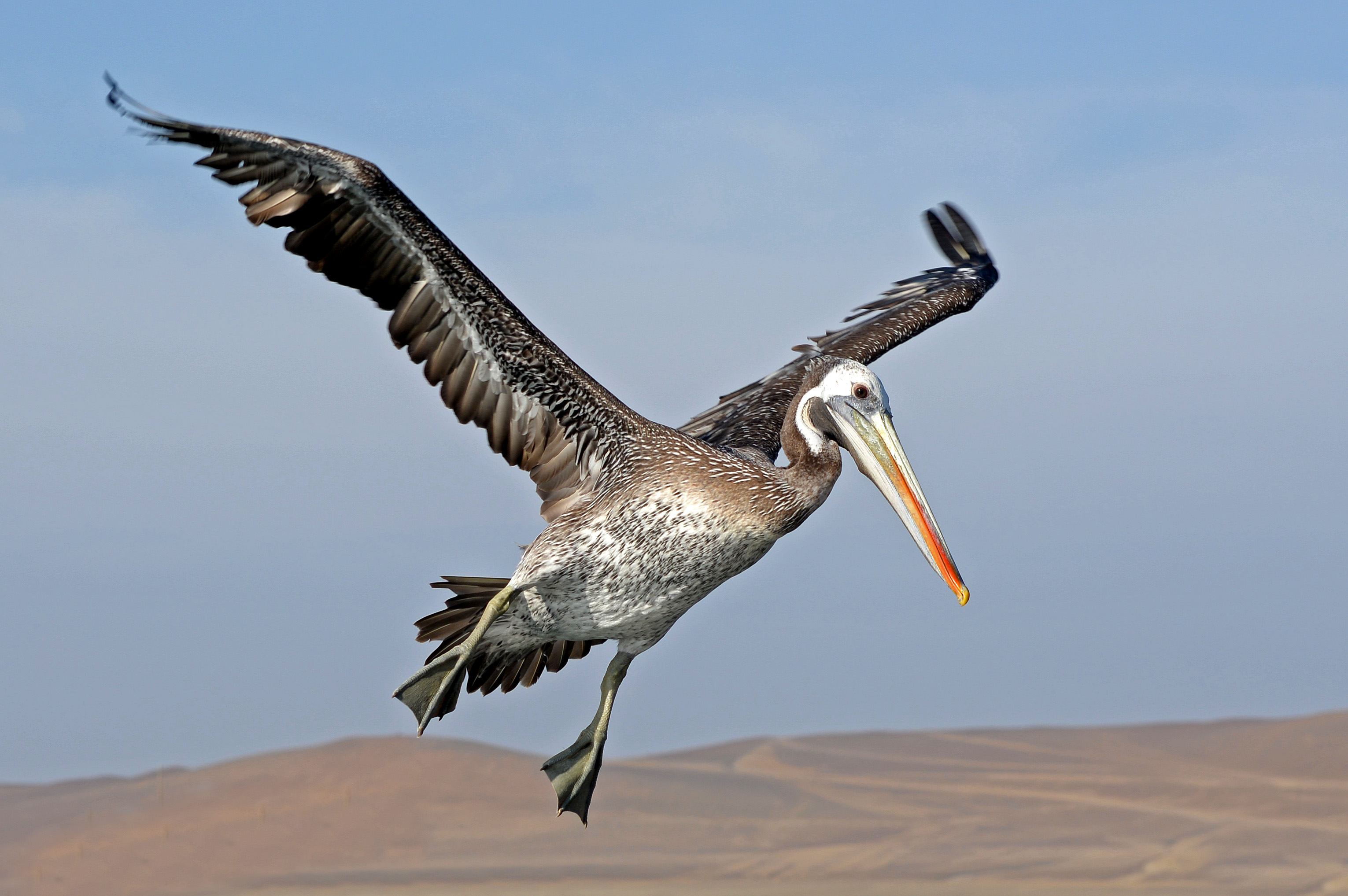
Peruaanse pelikaan